# Bumiayu (Selebar)
Bumiayu is een bestuurslaag in het regentschap Bengkulu van de provincie Bengkulu, Indonesië. Bumiayu telt 5929 inwoners (volkstelling 2010).